# Armia Polska (1910–1914)
Armia Polska – polska organizacja niepodległościowa powstała w październiku 1910 roku we Lwowie, powołana przez Organizację Młodzieży Niepodległościowej „Zarzewie” w  miejsce rozwiązanego tajnego Polskiego Związku Wojskowego, działającego w tym mieście od przełomu lat 1908-09.
Jej członkowie należeli głównie do lwowskiej młodzieży akademickiej i gimnazjalnej. W 1911 roku, wykorzystując legalizację skautingu dokonaną rok wcześniej przez władze austriackie, Armia Polska powołała jawną organizację paramilitarną – Polskie Drużyny Strzeleckie. W 1914 roku większość jej członków przeszła do Legionów Polskich.
Kolejnymi komendantami byli: Mieczysław Norwid-Neugebauer (1910-11), Henryk Bagiński (1911-12), Marian Januszajtis-Żegota (1912-14).